# Dehnāb
Dehnāb (persiska: دهناب) är en ort i Iran.   Den ligger i provinsen Östazarbaijan, i den nordvästra delen av landet, 500 km nordväst om huvudstaden Teheran. Dehnāb ligger 1 981 meter över havet och antalet invånare är 195.
Terrängen runt Dehnāb är huvudsakligen kuperad, men österut är den platt. Runt Dehnāb är det ganska glesbefolkat, med 22 invånare per kvadratkilometer. Närmaste större samhälle är Şeyd Beyg, 6,8 km öster om Dehnāb. Trakten runt Dehnāb består i huvudsak av gräsmarker.